# Emeka Anyaoku
Eleazar Chukwuemeka Anyaoku (* 18. Januar 1933 in Obosi, Anambra) war der dritte Generalsekretär des Commonwealth of Nations. Er ist Nigerianer mit Igbo-Abstammung. Er ist Träger des Ordens 'Nigerian National Honours' und des Royal Victorian Order.

## Ausbildung
Emeka Anyaoku absolvierte ein Studium Altphilologie an der Universität von Ibadan. Ein weiteres Studium an der Universität von London schloss er 1959 mit Auszeichnung als Altphilologe ab.

## Laufbahn als Politiker
Im Jahr 1959 wurde Emeka Anyaoku Mitarbeiter bei der Entwicklungskooperation des Commonwealth. Im Zuge der Unabhängigkeit Nigerias von Großbritannien trat er dem diplomatischen Dienst bei und wurde 1963 ständiger Botschafter Nigerias bei den Vereinten Nationen in New York.
Ab 1966 war er beim Sekretariat des Commonwealth als 'Stellvertretender Direktor für internationale Angelegenheiten' tätig. Von 1968 bis 1969 gab es Bemühungen der nigerianischen Militärregierung Anyaoku abzuberufen, weil es angeblich Zweifel an seiner Loyalität gäbe. Aber da war Emeka Anyaoku bereits aus dem nigerianischen diplomatischen Dienst ausgeschieden und so war diesem Ansinnen nicht stattgegeben worden.
1977 wurde er zum geschäftsführenden Generalsekretär des Commonwealth gewählt. 1983 wurde Emeka Anyaoku als Außenminister die zivile Regierung von Nigeria berufen. Nach dem Sturz der Regierung durch das Militär im weiteren Verlauf dieses Jahres, kehrte er mit Unterstützung der neuen nigerianischen Regierung und der aller anderen Regierungen der Commonwealth-Staaten in sein Amt als geschäftsführenden Generalsekretär des Commonwealth zurück.
Beim Gipfeltreffen des Commonwealth in Kuala Lumpur 1989, wurde Anyaoku zum dritten Generalsekretär des Commonwealth gewählt. Er wurde beim Gipfeltreffen des Commonwealth 1993 in Limassol für eine zweite fünfjährige Amtszeit ab 1995 wiedergewählt. Sein Nachfolger in diesem Amt war Donald McKinnon.
Die Laufbahn von Emeka Anyaoku umfasste 30 Jahre mit Commonwealth-Initiativen und -Verhandlungen. Er war in das Gibraltar-Referendum 1967, den nigerianischen Bürgerkrieg 1967–70, die Verfassungskrise von St. Kitts und Nevis, Anguilla 1969–70, die Probleme rund um den Boykott der Commonwealth-Spiele während der 1980er Jahre, und den Prozess, der zu Frieden und Demokratie in Simbabwe, Namibia führen sollte, teilweise auch in Südafrika, aktiv involviert. Er war auch eng verbunden mit der Einrichtung eines Vertretungsbüros bei den Vereinten Nationen für kleine Commonwealth-Länder. Im Frühjahr 1997 organisierte er das erste afrikanische Commonwealth-Gipfeltreffen als runden Tisch zur Unterstützung von demokratischen Entwicklungen und guter Regierungsarbeit auf dem afrikanischen Kontinent.

## Ichie Adazie von Obosi
Neben seiner internationalen Laufbahn, erfüllte Häuptling Anyaoku seine Pflichten als 'Ichie Adazie' von Obosi, einer traditionellen 'Ndichie' Häuptlingswürde. 1991 zeichneten die Spitzen aller 19 Gemeinschaften des 'Idemili Clan' in seinem Bundesstaat Anambra Anyaoku mit dem Ehrentitel 'Ugwumba Idemili' aus. Seine Frau Bunmi besitzt ebenfalls die Häuptlingswürde – Ugoma Obosi und Idemili – auf Grund eigenen Rechts, das aus einem langen Engagement der Wohltätigkeitsarbeit in Nigeria und bei Commonwealth-Organisationen begründet worden ist.

## Leben
Emeka Anyaoku ist seit 1962 mit Bunmi Anyaoku verheiratet. Bunmi Anyaoku gehört zur königlichen Familie von Abeokuta in Nigeria. Die vier Kinder der beiden sind die Tochter Adiba und die drei Söhne Oluyemisi, Obiechina, und Emenike. Emeka hat zwei Enkel, die Kinder von Adiba, Irenne Ighodaro und Osita Ighodaro.
Emeka Anyaoku ist gläubiger Anglikaner. Bereits sein Vater war zur Konfession der Anglikanischen Kirche konvertiert.
Im Oktober 2003 wurde Anyaoku die Ehren-Doktorwürde der Open University in Großbritannien verliehen.
Chief Anyaoku war auch Mitglied im Vorstand des International Institute for Strategic Studies in London und der World Commission on Forests and Substainable Developement. Er war Präsident der Royal Commonwealth Society, der Royal African Society, und Kurator des British Museum.
Während acht Jahren, von 2002 bis 2009, war Chief Emeka Anyaoku Präsident des World Wide Fund for Nature (WWF International).